# 国鉄ホキ6000形貨車
国鉄ホキ6000形貨車（こくてつホキ6000がたかしゃ）は、かつて日本国有鉄道（国鉄）に在籍したホッパ車である。
本形式より改造され別形式となったホキ6100形についても、本項目で解説する。

## ホキ6000形
ホキ6000形は、カーバイド輸送用30 t 積の私有貨車である。
1956年（昭和31年）10月19日から1962年（昭和37年）4月14日にかけて川崎車輛、汽車製造、三菱重工業、富士重工業、日立製作所でホキ250形98両（ホキ250 - ホキ347）が製作された。内3両（ホキ333 - ホキ335）はタサ4000形3両（タサ4000 - タサ4002）からの改造車である。ホキ250形は、1963年（昭和38年）7月26日の称号規程変更によりホキ6000形に改められ全車改番された。
所有者は日本ゼオン、第一物産（その後三井物産へ社名変更）、呉羽化成（その後呉羽化学工業へ社名変更）、日本合成化学工業、三菱化成工業、昭和電工、信越化学工業、錦商事の8社であり、夫々の主な常備駅は能町駅、和賀仙人駅、勿来駅、西大垣駅、黒崎駅、鹿瀬駅、黒井駅であった。
1962年（昭和37年）10月13日に、日本ゼオン所有車2両（ホキ273 - ホキ274）が東北開発へ名義変更され常備駅は笹木野駅へ移動した。更にこの2両（ホキ6023 - ホキ6024）は1969年（昭和44年）11月1日に、福島製鋼へ名義変更された。
1966年（昭和41年）12月14日から1968年（昭和43年）4月11日にかけて、三菱化成工業所有車14両（ホキ6029、ホキ6031 - ホキ6035、ホキ6038、ホキ6051 - ホキ6053、ホキ6094 - ホキ6097）が呉羽化学工業へ名義変更された。
1967年（昭和42年）6月8日に、三菱化成工業所有車7両（ホキ6043、ホキ6064、ホキ6073、ホキ6079、ホキ6091 - ホキ6093）が電気化学工業へ名義変更され常備駅は八木原駅へ移動した。この7両は、後にホキ6100形へ改造される（後述）。
1975年（昭和50年）7月28日に、三井物産所有車4両（ホキ6040 - ホキ6042、ホキ6045）が電気化学工業へ名義変更され常備駅は八木原駅へ移動した。
1979年（昭和54年）10月より化成品分類番号「侵（禁水）44」（侵食性の物質、水と反応する物質、可燃性固体、禁水指定のもの）が標記された。
箱型有蓋ホッパ車である内部は4室又は6室構造になっており、夫々の積込口、取出口を備えていた。荷役方式はホッパ上部積込口よりの上入れ、側面の取出口からの横出し式であった。
車体塗色は黒で、全長は10,500 mm、全幅は2,700 mm、全高は3,633 mm、台車中心間距離は6,400 mm、実容積は30.0 m3 - 33.0 m3、換算両数は積車5.0、空車2.0である。台車は、ベッテンドルフ式のTR41Cであったが後に改造されTR41Dとなった。
1987年（昭和62年）5月に最後まで在籍したホキ6063が廃車になり形式消滅した。

### 年度別製造数
各年度による製造会社（*改造会社）と両数、所有者は次のとおりである。（所有者は落成時の社名）
- 昭和31年度 - 5両
  - 川崎車輌 2両 日本ゼオン（ホキ250 - ホキ251→ホキ6000 - ホキ6001）
  - 汽車製造 2両 日本ゼオン（ホキ252 - ホキ253→ホキ6002 - ホキ6003）
  - 三菱重工業 1両 日本ゼオン（ホキ254→ホキ6004）
- 昭和32年度 - 21両
  - 三菱重工業 2両 日本ゼオン（ホキ255 - ホキ256→ホキ6005 - ホキ6006）
  - 富士重工業 2両 第一物産（ホキ257 - ホキ258→ホキ6007 - ホキ6008）
  - 汽車製造 3両 日本ゼオン（ホキ259 - ホキ261→ホキ6009 - ホキ6011）
  - 川崎車輌 2両 日本ゼオン（ホキ262 - ホキ263→ホキ6012 - ホキ6013）
  - 富士重工業 4両 呉羽化成（ホキ264 - ホキ267→ホキ6014 - ホキ6017）
  - 川崎車輌 2両 日本ゼオン（ホキ268 - ホキ269→ホキ6018 - ホキ6019）
  - 汽車製造 6両 日本ゼオン（ホキ270 - ホキ275→ホキ6020 - ホキ6025）
- 昭和33年度 - 13両
  - 富士重工業 2両 日本合成化学工業（ホキ276→ホキ6026）
  - 富士重工業 2両 第一物産（ホキ277 - ホキ278→ホキ6027 - ホキ6028）
  - 三菱重工業 9両 三菱化成工業（ホキ279 - ホキ287→ホキ6029 - ホキ6037）
- 昭和34年度 - 32両
  - 三菱重工業 2両 三菱化成工業（ホキ288 - ホキ289→ホキ6038 - ホキ6039）
  - 富士重工業 3両 三井物産（ホキ290 - ホキ292→ホキ6040 - ホキ6042）
  - 三菱重工業 2両 三菱化成工業（ホキ293 - ホキ294→ホキ6043 - ホキ6044）
  - 富士重工業 2両 三井物産（ホキ295 - ホキ296→ホキ6045 - ホキ6046）
  - 富士重工業 3両 呉羽化成（ホキ297 - ホキ299→ホキ6047 - ホキ6049）
  - 三菱重工業 4両 三菱化成工業（ホキ300 - ホキ303→ホキ6050 - ホキ6053）
  - 日立製作所 2両 昭和電工（ホキ304 - ホキ305→ホキ6054 - ホキ6055）
  - 富士重工業 2両 信越化学工業（ホキ306 - ホキ307→ホキ6056 - ホキ6057）
  - 富士重工業 2両 錦商事（ホキ308 - ホキ309→ホキ6058 - ホキ6059）
  - 汽車製造 3両 日本ゼオン（ホキ310 - ホキ312→ホキ6060 - ホキ6062）
  - 三菱重工業 2両 三菱化成工業（ホキ313 - ホキ314→ホキ6063 - ホキ6064）
  - 富士重工業 3両 日本ゼオン（ホキ315 - ホキ317→ホキ6065 - ホキ6067）
  - 富士重工業 2両 三井物産（ホキ318 - ホキ319→ホキ6068 - ホキ6069）
- 昭和35年度 - 13両
  - 川崎車輌 3両 日本ゼオン（ホキ320 - ホキ322→ホキ6070 - ホキ6072）
  - 三菱重工業 1両 三菱化成工業（ホキ323→ホキ6073）
  - 富士重工業 5両 呉羽化成（ホキ324 - ホキ328→ホキ6074 - ホキ6078）
  - 三菱重工業 1両 三菱化成工業（ホキ329→ホキ6079）
  - 富士重工業 3両 三井物産（ホキ330 - ホキ332→ホキ6080 - ホキ6082）
- 昭和36年度 - 12両
  - 三菱重工業* 2両 日本ゼオン（タサ4001,タサ4002→ホキ333 - ホキ334→ホキ6083 - ホキ6084）
  - 日立製作所* 1両 日本ゼオン（タサ4000→ホキ335→ホキ6085）
  - 日立製作所 2両 昭和電工（ホキ336 - ホキ338→ホキ6086 - ホキ6088）
  - 富士重工業 5両 呉羽化成（ホキ339 - ホキ340→ホキ6089 - ホキ6090）
  - 三菱重工業 2両 三菱化成工業（ホキ341 - ホキ342→ホキ6091 - ホキ6092）
- 昭和37年度 - 5両
  - 三菱重工業 5両 三菱化成工業（ホキ343 - ホキ347→ホキ6093 - ホキ6097）

## ホキ6100形
ホキ6100形は、セメント輸送用30 t積の私有貨車である。
1971年（昭和46年）7月21日に、日立製作所にてホキ6000形7両（ホキ6092, ホキ6093, ホキ6043, ホキ6064, ホキ6091, ホキ6073, ホキ6079）の専用種別が変更され、カーバイド専用からセメント専用となった。形式名は新形式であるホキ6100形（ホキ6100 - ホキ6106）とされた。
改造内容は、側扉、吸湿缶の撤去、エアスライド、底部取出し口の新設である。この改造により自重が 17.7 t となり、換算両数は積車4.5、空車1.8になった。
所有者は、種車のまま電気化学工業であり八木原駅を常備駅とした。その後常備駅は、北陸本線の青海駅に変更されたが、所有者は、生涯変わることはなかった。
1979年（昭和54年）10月23日に後閑駅にて発生した青海発、高崎操車場行き上り貨物列車の脱線事故にて本形式の内1両（ホキ6100）が廃車となった。除籍日は、1980年（昭和55年）2月28日である。
セメントターミナルのタキ1900に置き換われて1984年（昭和59年）1月31日に残り全車（6両、ホキ6101 - ホキ6106）が廃車になり形式消滅した。